# Хиоска овца
Хиоската овца е гръцка порода овце с предназначение добив най-вече за мляко и по-малко за вълна и месо.

## Създаване и разпространение на породата
За произхода на породата се знае малко. Смята се, че тя е създадена на остров Хиос в резултат на кръстосването на местни овце с анадолски овце донесени по-късно. В периода 1983 – 2007 г. световната популация на породата нараства от 16 000 на 51 860 индивида. В България е внесена за първи път през 80-те години на XX век. Използва се за подобряване на млечните качества на овцете от породата Синтетична популация българска млечна овца.
Към 2008 г. броят на представителите на породата в България е бил 175 индивида.
Рисков статус (за България) – застрашена от изчезване.

## Описание и характеристика на породата
Главата е със слабо изпъкнал профил. Ушите са леко провисвали. Тялото е удължено, а костите са тънки и здрави. Лицето, ушите и краката са покрити с черни петна. Опашката е широка, тлъста, зарунена и достига почти до земята. Вимето също е черно оцветено. Коремът е незарунен, долната част на краката също.
Руното е бяло, вълната е рядка и полугруба. Често при агнетата се наблюдават пигментни петна, които по-късно избледняват.
Овцете са с тегло 45 – 55 kg, а кочовете 65 – 80 kg. Средният настриг на вълна е 1,5 – 2,3 kg при овцете и 2 – 3,5 kg при кочовете. Плодовитостта е в рамките на 180%. Средната млечност за лактационен период е 240 – 320 l.